# Томкеев, Владимир Ильич
Влади́мир Ильи́ч Томке́ев (9 [21] февраля 1857 — 1913) — русский военный историк, топограф, генерал-майор, начальник Военно-исторического отдела при штабе Кавказского военного округа. Состоял по полевой лёгкой артиллерии.

## Биография
Владимир Томкеев родился 9 февраля 1857 года. Уроженец Кавказа, из дворян Смоленской губернии. Православного вероисповедания.
Окончил Нижегородскую графа Аракчеева военную гимназию по 1-му разряду, после чего 15 августа 1874 года поступил Павловское военное училище. С 19 марта 1876 года — портупей-юнкер. По окончании полного курса наук Высочайшим приказом 10 августа был произведён в прапорщики в 7-ю Артиллерийскую бригаду. Прибыв в неё 21 августа был зачислен во 2-ю батарею. 20 сентября 1877 года был переведён в Бригадное управление той бригады и утверждён в должности бригадного адъютанта. 26 декабря получил чин подпоручика. 27 октября 1878 года был отчислен от должности бригадного адъютанта и переведён вновь во 2-ю батарею.
9 декабря 1878 года Томкеев был прикомандирован к 20-й Артиллерийской бригаде. 18 декабря он получил чин поручика. По прибытии 21 декабря в 20-ю Артбригаду Томкеев был определён в её 4-ю батарею, а 31 января 1879 года Высочайшим приказом и переведён в ту бригаду. 13 февраля был назначен исправляющим должность казначея бригады, а 28 марта утверждён в той должности. 12 декабря 1881 года «за отличие по службе» Томкеев был награждён орденом Св. Станислава 3-й степени. С 1883 года исполнял обязанности бригадного адъютанта 20-й Артбригады, а 1 января 1884 года был утверждён в той должности. 12 ноября был произведён в штабс-капитаны. 20 апреля 1886 года был командирован в Тифлис для предварительного экзамена при окружном штабе. Сдав экзамен, 7 июня, был определён в 5-ю батарею 20-й Артбригады.
1 октября 1886 года Томкеев поступил в Николаевскую академию Генерального штаба в Санкт-Петербурге. Окончив её в 1889 году по 2-му разряду, он вернулся в свою часть. 22 мая был прикомандирован к окружному штабу КВО. 8 июня командирован в Ставропольское казачье юнкерское училище для руководства практическими работами юнкеров по топографии, а 1 августа — под Владикавказ в общий лагерный сбор.
23 сентября 1889 года Томкеев был прикомандирован к военно-историческому отделу при штабе КВО для занятий по составлению истории Русско-турецкой войны (1877—1878). 5 мая 1891 года Высочайшим приказом он был назначен исправляющим должность редактора того отдела с зачислением по полевой лёгкой артиллерии, а 30 августа за отличие по службе был произведён в чин капитана. 4 июня 1895 года за «отлично-усердную службу» был награждён орденом Св. Анны 3-й степени. С 1 июля по 11 сентября временно исполнял должность начальника военно-исторического отдела при штабе КВО. 26 февраля 1898 года «за отличие по службе» был произведён в подполковники с утверждением в должности редактора. С 7 июля по 22 августа находился в командировке в Москве и Санкт-Петербурге. 6 декабря 1901 года Томкееву был пожалован орден Св. Станислава 2-й степени, а 16 января 1905 года «за отличие по службе» — орден Св. Анны 2-й степени. С 25 июля по 3 октября 1906 года временно исполнял должность начальника отдела. 26 мая 1907 года «за отличие по службе» был произведён в полковники. С 20 мая по 25 августа 1908 года вновь исполнял должность начальника военно-исторического отдела. 26 декабря был награждён орденом Св. Владимира 4-й степени.
Достаточно длительное время Томкеев был «бессменным» помощником начальника Военно-исторического отдела при штабе Кавказского военного округа генерала В. А. Потто, который, в частности, для работы над «Кавказским сборником» объединил
своих единомышленников. После смерти 29 ноября 1911 года В. А. Потто, Томкеев с 26 января 1912 года стал его преемником, вступив в должность начальника военно-исторического отдела при штабе КВО.
Умер 14 февраля 1913 года от воспаления брюшины. Высочайшим приказом о чинах военных от 30 марта 1913 года исключён из списков умершим чином генерал-майора.
Владимир Томкеев был женат на дочери действительного статского советника — Марии Васильевне Цымбаловой.

## Научная деятельность
Томкеев сотрудничал с ежегодником «Кавказский сборник». В 1898 (Т. 19) и 1899 (Т. 20) годах продолжил исследовательский труд «Кавказская линия под управлением генерала Емануеля», начатый в 1894 (Т. 15) году С. Филоновым.
Был одним из авторов составителей «Исторического очерка кавказских войн от их начала до присоединения Грузии» (1899) и многотомных исторических трудов «Утверждение русского владычества на Кавказе» (1901—1908) и «Материалов для описания русско-турецкой войны 1877—1878 гг. на Кавказско-Малоазиатском театре» (1904―1911), изданных Военно-историческим отделом штаба Кавказского военного округа.
В 1911 году был главным редактором «Кавказского сборника» (Т. 31).

## Топографические карты В. И. Томкеева

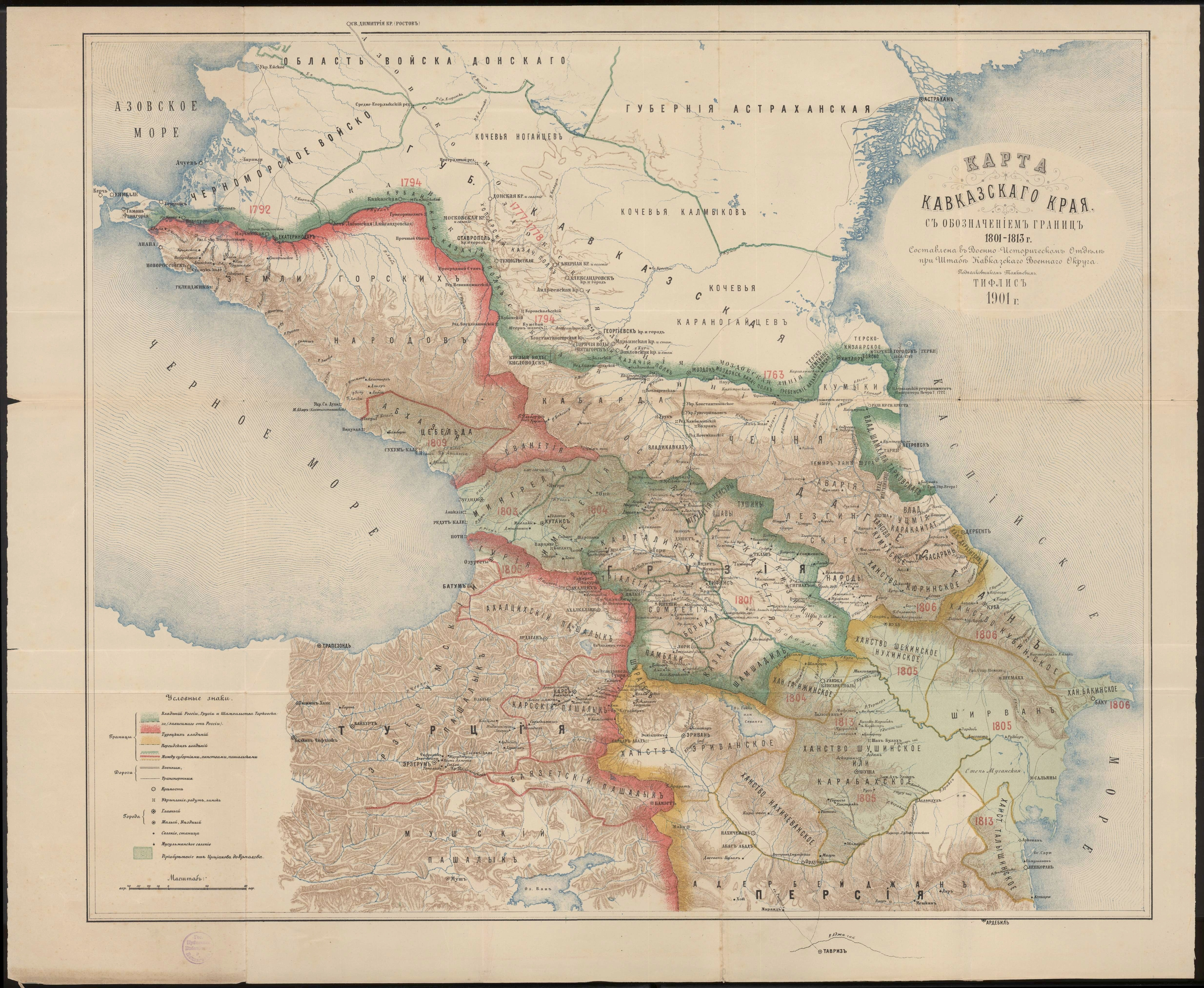
Карта Кавказского края с обозначением границ 1801—1813 г.
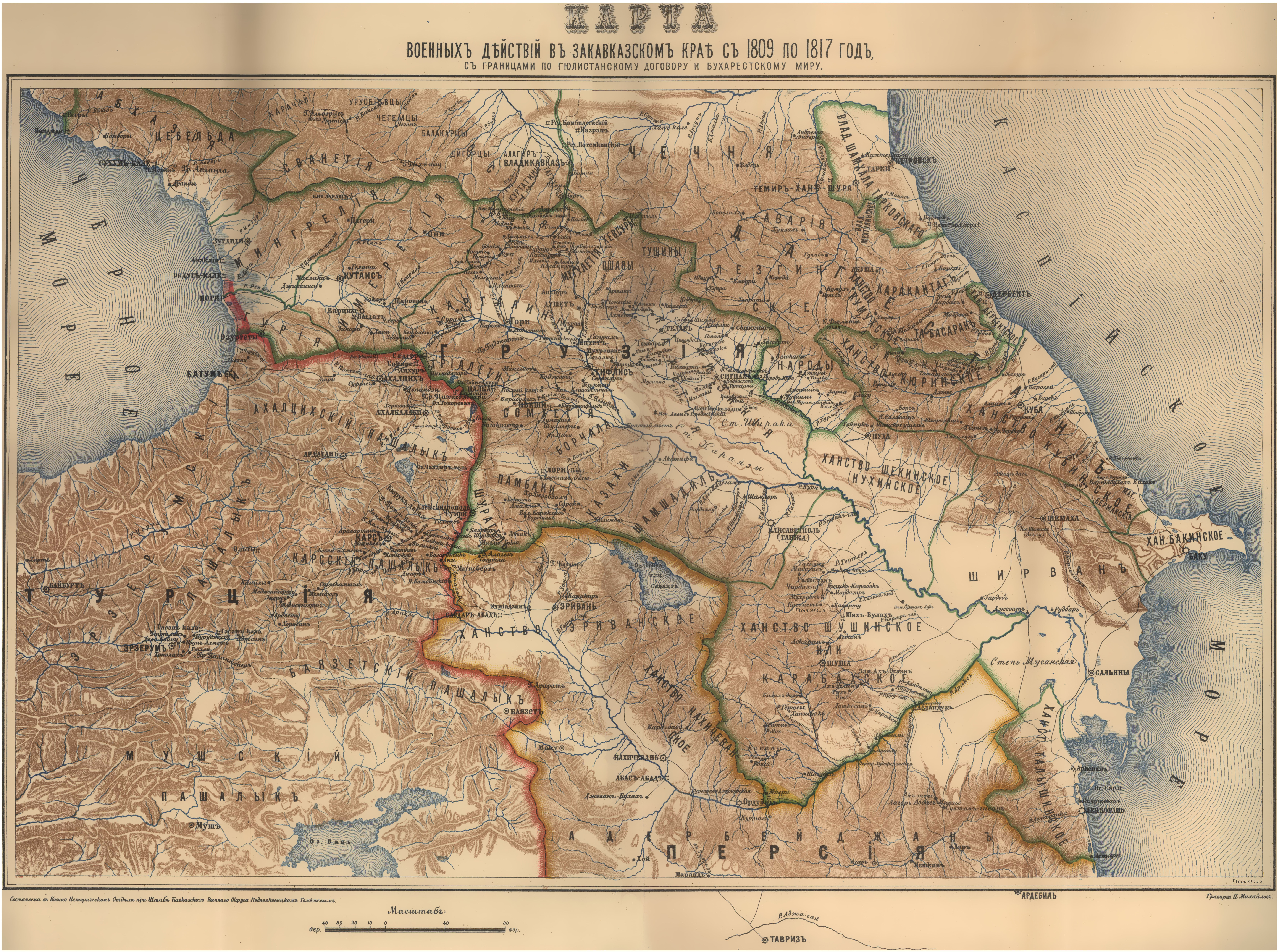
Карта военных действий в Закавказском крае с 1809 по 1817 год, с границами по Гюлистанскому договору и Бухарестскому миру.
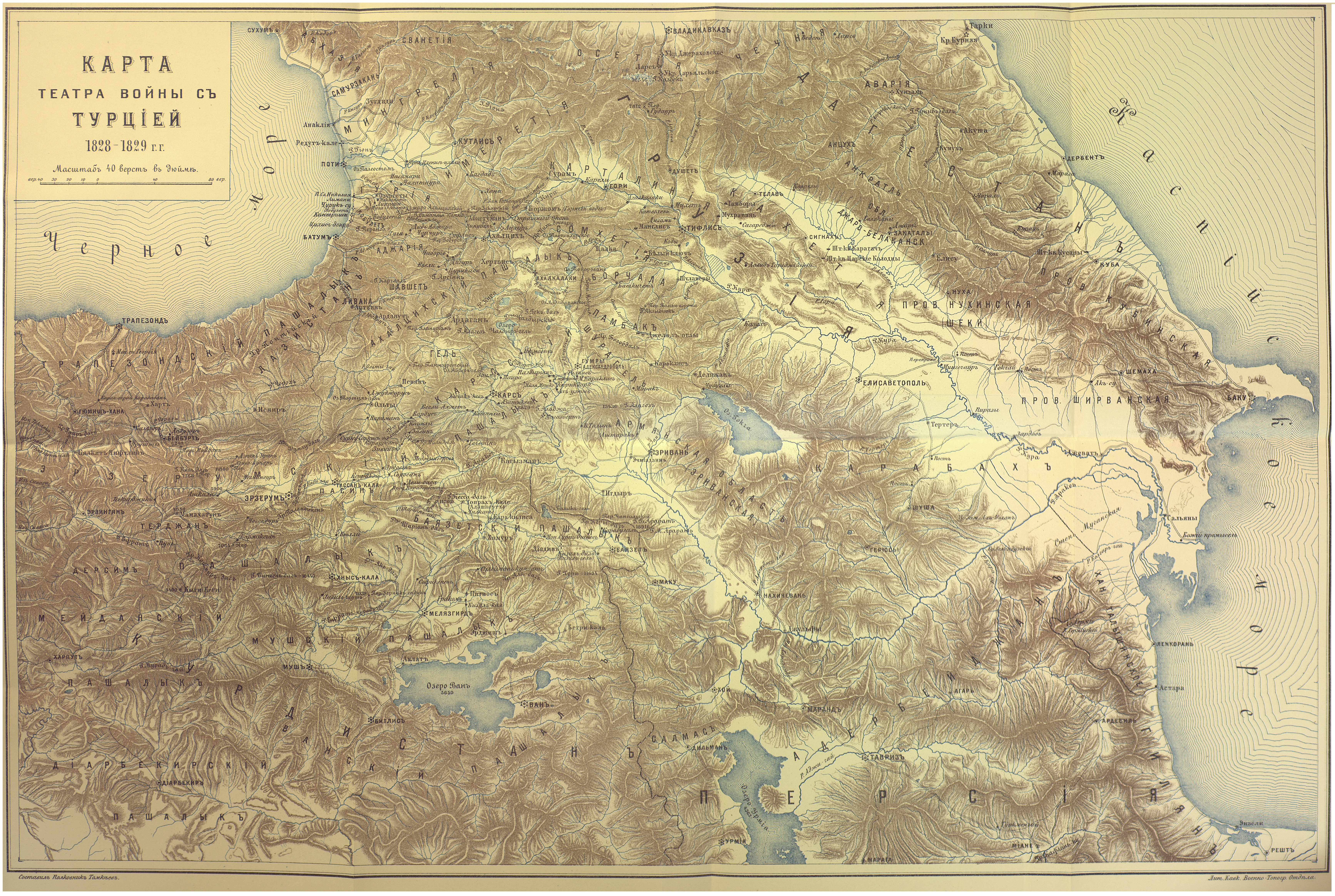
Карта театра войны с Турцией 1828―1829 гг.
Карта театра войны с Персией 1826―1828 гг.

## Чинопроизводство
- 15 августа 1874 — вступил в службу
- 10 августа 1876 — прапорщик
- 26 декабря 1877 — подпоручик
- 18 декабря 1878 — поручик
- 12 ноября 1884 — штабс-капитан
- 13 августа 1891 — капитан
- 26 февраля 1898 — подполковник
- 26 мая 1907 — полковник (награждён)
- 30 марта 1913 — генерал-майор (посмертно)

## Награды
Ордена

Российский
- Орден Святого Станислава 3-й степени (12 декабря 1881, приказ по Кавказскому военному округу 1882 г. за № 2)
- Орден Святой Анны 3-й степени (4 июня 1895)
- Орден Святого Станислава 2-й степени (6 декабря 1905)
- Орден Святой Анны 2-й степени (16 января 1907)
- Орден Святого Владимира 4-й степени (6 декабря 1910)

Иностранные
- Орден Льва и Солнца 4-й степени (Персия, 1890; Высочайше разрешено принять и носить пожалованный персидским шахом орден 21 января 1890)

Медали
- Тёмно-бронзовая медаль «В память русско-турецкой войны 1877—1878»
- Серебряная медаль «В память царствования императора Александра III»
- Светло-бронзовая медаль «В память 200-летия Полтавской битвы»
- Светло-бронзовая медаль «В память 100-летия Отечественной войны 1812»